# St. John’s Wood (London Underground)

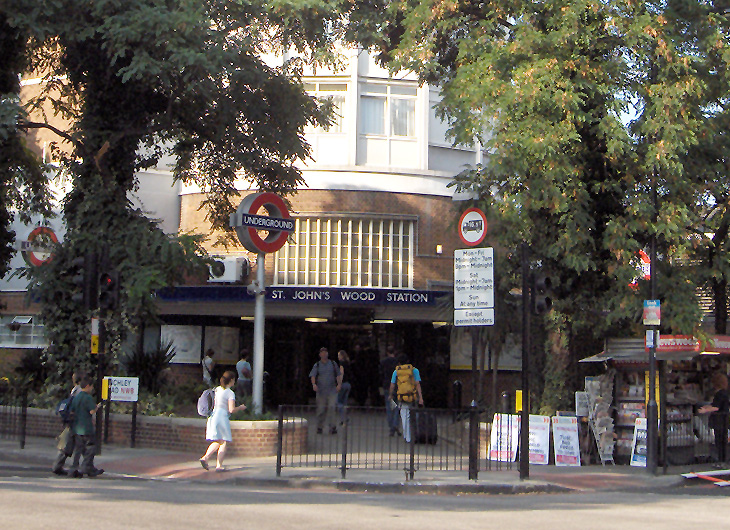
Stationseingang

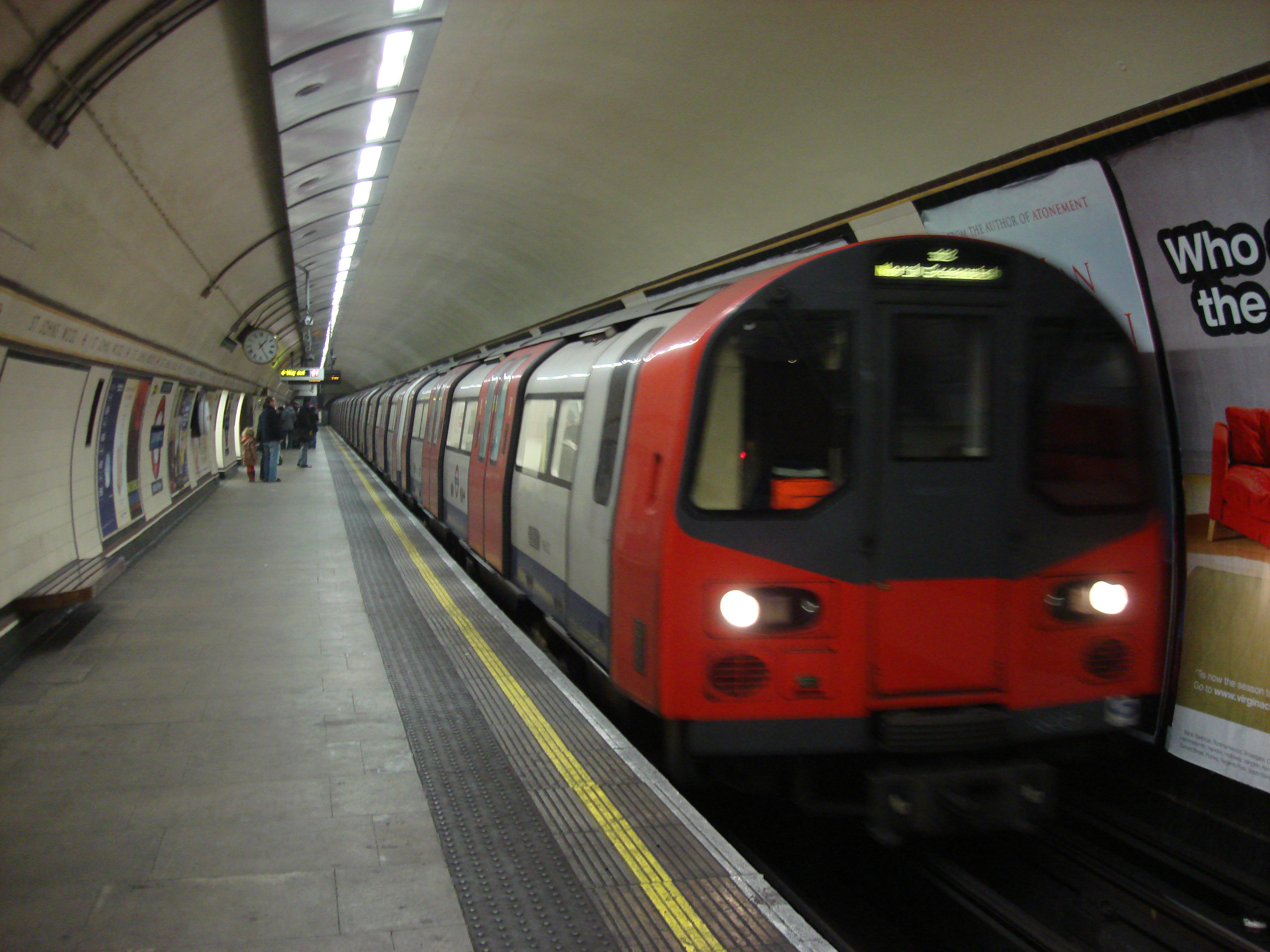
Bahnsteig

St. John’s Wood ist eine unterirdische Station der London Underground in der City of Westminster. Sie liegt in der Travelcard-Tarifzone 2, an der Kreuzung von Wellington Road und Acacia Road. Die von der Jubilee Line bediente Station wurde im Jahr 2014 von 7,62 Millionen Fahrgästen genutzt. In der Nähe befinden sich das Lord’s Cricket Ground und die Abbey Road Studios in der gleichnamigen Straße.
Die Eröffnung der Station fand am 20. November 1939 statt. Nachdem ein zusätzlicher, parallel verlaufender Tunnel gebaut worden war, übertrug man den U-Bahn-Betrieb auf der Stanmore-Zweigstrecke von der Metropolitan Line auf die Bakerloo Line, um erstere entlasten und zugleich beschleunigen zu können. St. John’s Wood ersetzte zwei Stationen in der Nähe, die 1868 eröffnet worden waren, Lord’s und Marlborough Road. Ursprünglich hätte die Station den Namen Acacia erhalten sollen. Am 1. Mai 1979 wurde der Betrieb von der Bakerloo Line an die neu eröffnete Jubilee Line übertragen.